# Isaac Romero
Pour les articles homonymes, voir Romero.
Isaac Romero, né le 18 mai 2000 à Lebrija en Espagne, est un footballeur espagnol qui évolue au poste d'avant-centre au Séville FC.

## Biographie

### En club
Né à Lebrija en Espagne, Isaac Romero est formé par le Séville FC. Il commence sa carrière avec l'équipe B, en troisième division espagnole lors de la saison 2019-2020. Il joue son premier match dans cette compétition, le 2 février 2020 contre l'équipe B du Cádiz CF. Il entre en jeu et son équipe s'impose par deux buts à un.
Le 12 août 2021, Romero signe son premier contrat professionnel avec le Séville FC. Il est alors lié au club jusqu'en juin 2025.
Romero est promu en équipe première le 11 janvier 2024, optant alors pour le numéro 20,.
Il joue son premier match en équipe première le 12 janvier 2024, lors d'une rencontre de championnat face au Deportivo Alavés. Il est titularisé lors de cette rencontre perdue par son équipe sur le score de trois buts à deux,. Le 16 janvier 2024, Romero se fait remarquer en inscrivant deux buts en coupe d'Espagne face Getafe CF. Il s'agit de ses deux premiers buts en équipe première, et ils permettent à son équipe de s'imposer (1-3 score final).